# Voleibol nos Jogos Sul-Americanos de 2018
As competições de voleibol nos Jogos Sul-Americanos de 2018 ocorreram entre 27 de maio e 7 de junho em um total de 2 eventos. As competições aconteceram no Coliseo José Casto Méndez, localizado em Cochabamba, Bolívia.

## Forma de disputa
As competições de voleibol foram disputadas por atletas sem restrição de idade. O torneio masculino foi disputado por seis equipes em turno único, com as duas melhores equipes avançando à final e as duas equipes subsequentes disputando o bronze. O torneio feminino possuiu a mesma fórmula de disputa mas foi contestado por apenas quatro equipes.

## Calendário
| G | Fase de grupos | B | Disputa pelo bronze | F | Final |

| Voleibol  | Sáb 26 | Dom 27 | Seg 28 | Ter 29 | Qua 30 | Qui 31 | Sex 1 | Sex 1 | Sáb 2 | Dom 3 | Seg 4 | Ter 5 | Qua 6 | Qui 7 | Qui 7 | Sex 8 |
| --------- | ------ | ------ | ------ | ------ | ------ | ------ | ----- | ----- | ----- | ----- | ----- | ----- | ----- | ----- | ----- | ----- |
| Masculino |        | G      | G      | G      | G      | G      | B     | F     |       |       |       |       |       |       |       |       |
| Feminino  |        |        |        |        |        |        |       |       |       |       | G     | G     | G     | B     | F     |       |

## Participantes
Ao todo, dez equipes representando seis países se inscreveram, seis no torneio masculino e quatro no feminino. Chile e Venezuela inscreveram equipes apenas para o evento masculino.
| - ARG Argentina (24) - BOL Bolívia (24) - CHI Chile (12) | - COL Colômbia (24) - PER Peru (24) - VEN Venezuela (12) |

## Medalhistas
| Evento             | Ouro | Prata | Bronze |
| ------------------ | --- | --- | --- |
| Masculino detalhes | Federico Seia Gaspar Bitar Gastón Fernández Germán Johansen Ignacio Luengas Juan Gabriel Barrera Liam Arreche Luciano Zornetta Luciano Palonsky Luciano Vicentín Matías Giraudo Nicolás Zerba ARG Argentina | Dusan Bonacic Esteban Villarreal Gabriel Araya Matías Banda Matías Parraguirre Rafael Albornoz Sebastián Castillo Simón Guerra Tomás Gago Tomás Parraguirre Vicente Mardones Vicente Parraguirre CHI Chile         | Armando Velásquez Edson Valencia Emerson Rodríguez Héctor Mata Jhonleen Barreto Jonathan Quijada José Manuel Carrasco José Manuel Enríquez Luis Antonio Arias Paul Viloria Régulo Briceño Willner Rivas VEN Venezuela |
| Feminino detalhes  | Amanda Coneo Ana Olaya Camila Gómez Darlevis Mosquera Dayana Segovia Giselle Pérez Juliana Toro María Marín María Margarita Martínez Melissa Montero Melissa Rangel Valerín Carabalí COL Colômbia           | Agostina Beltramino Bianca Farriol Brenda Graff Candela Salinas Daniela Bulaich Daniela Nielson María Victoria Mayer Natalia Aispurúa Priscila Bosio Rosa Reinoso Valentina Galiano Virginia Granado ARG Argentina | Aixa Vigil Alexandra Machado Brenda Uribe Brenda Lobatón Clarivett Yllescas Diana de la Peña Esmeralda Sánchez Karla Ortiz Katerinne Olemar Shiamara Almeida Yujhamy Mosquera Zoila La Rosa PER Peru                  |

## Quadro de medalhas
| Ordem | País          | Medalha de ouro | Medalha de prata | Medalha de bronze | Total | Ordem por total |
| ----- | ------------- | --------------- | ---------------- | ----------------- | ----- | --------------- |
| 1     | ARG Argentina | 1               | 1                |                   | 2     | 1               |
| 2     | COL Colômbia  | 1               |                  |                   | 1     | 2               |
| 3     | CHI Chile     |                 | 1                |                   | 1     | 2               |
| 4     | PER Peru      |                 |                  | 1                 | 1     | 2               |
|       | VEN Venezuela |                 |                  | 1                 | 1     | 2               |
| TOTAL | TOTAL         | 2               | 2                | 2                 | 6     | —               |